# Эмерициллипсин А
Эмерициллипсин А — антимикробный нерибосомный пептид с выраженными противогрибковыми и антибактериальными свойствами, активный в отношении биопленкообразующих патогенных грамположительных и грамотрицательных клинических бактерий и грибов с множественной резистентностью. Выделен в 2018 году из алкалофильного гриба микромицета Emericellopsis alkalina.. Наиболее выраженный эффект был продемонстрирован в отношении грамположительных бактерий.